# Quartinia popovi
Quartinia popovi är en stekelart som beskrevs av Gussakovski 1936. Quartinia popovi ingår i släktet Quartinia och familjen Masaridae. Inga underarter finns listade i Catalogue of Life.